# Parc national Cumbres del Ajusco
Le parc national Cumbres del Ajusco (espagnol : Parque nacional Cumbres del Ajusco est un parc national du Mexique situé dans le district fédéral. Cette aire protégée de 920 ha a été créée le 23 septembre 1936. Elle protège le sommet de l'Ajusco (es), l'un des volcans de la cordillère néovolcanique.